# Johann Friedrich Palm
Johann Friedrich Palm (* 2. Oktober 1813 in Prettin; † 14. Februar 1871 in Bautzen) war ein deutscher klassischer Philologe und Lexikograf. Seine bedeutendste Leistung ist die Neubearbeitung des Handwörterbuchs der griechischen Sprache von Franz Passow (1841–1857).

## Leben
Er wurde als Sohn des Dautzschener Pfarrers Johann Elias Palm kriegsbedingt im Hause seines Großvaters mütterlicher Seite in Prettin geboren. Nur die ersten drei Jahre in Dautzschen aufwachsend, verzog die Familie nach Dommitzsch, wo sein Vater die Oberpfarrerstelle erhielt. Palm erhielt zuerst Privatunterricht und besuchte ab 1826 die Nikolaischule in Leipzig. Nach der Reifeprüfung (Ostern 1832) studierte er Theologie und Philologie an der Universität Leipzig. Unter dem Einfluss Gottfried Hermanns wandte sich Palm immer mehr der Philologie zu. Seine Pläne einer akademischen Laufbahn musste er allerdings nach dem Tod seines Vaters (1834) aufgeben, da für den Unterhalt der Familie sorgen musste. So nahm Palm 1835 eine Stelle als Adjunkt an der Nikolaischule an und wurde 1837 zum ordentlichen Lehrer ernannt. In dieser Zeit erstellte Palm auch eine Ausgabe der Historien Herodots, die 1839 in drei Bänden erschien. Dieses Werk und sein Erfolg als Lehrer waren ausschlaggebend für seine Versetzung an die Landesschule Grimma und seine Ernennung zum Gymnasialprofessor im Dezember 1842. In dieser Position beteiligte sich Palm auch an der Debatte um Gymnasial- und Realbildung und veröffentlichte 1848 eine Programmschrift Ueber Zweck, Umfang und Methode des Unterrichts in den classischen Sprachen auf den Gymnasien.
Im Oktober 1850 wurde Palm zum Rektor des Gymnasiums in Plauen ernannt. Seine Reformen sorgten für eine neue Blüte dieser Anstalt. Er richtete auch neben den Gymnasialzweigen Realklassen ein, die für die aufstrebende Industriestadt zu einem Bedürfnis geworden waren. Für seinen Erfolg wurde Palm im Oktober 1861 mit der Versetzung an das Gymnasium in Bautzen belohnt, die er sich schon lange gewünscht hatte. Hier wirkte er als Direktor bis zu seinem Tode.
Neben seiner Herodot-Ausgabe, die noch in den 1920er Jahren nachgedruckt wurde, ist Palm besonders als Neubearbeiter des Handwörterbuchs der griechischen Sprache von Franz Passow (1841–1857) hervorgetreten. Er veröffentlichte außerdem ausgewählte Reden und eine Biografie seines Kollegen Friedrich Kraner (Leipzig 1864).